# World Doubles Cup 1996
World Doubles Cup 1996 — тенісний турнір, що проходив на відкритих кортах з ґрунтовим покриттям Craiglockhart Tennis Centre в Единбургу (Шотландія) в рамках Туру WTA 1996. Тривав з 22 до 25 травня 1996 року.

## Фінальна частина

### Парний розряд, жінки
Ніколь Арендт /  Манон Боллеграф —  Джиджі Фернандес /  Наташа Звєрєва 6–3, 2–6, 7–6
- Для Арендт це був 1-й титул за рік і 5-й — за кар'єру. Для Боллеграф це був 2-й титул за сезон і 23-й — за кар'єру.